# پالانچ دی لا کرتا
پالانچ دی لا کرتا (به لاتین: Palanche de la Cretta) یک کوه در سوئیس است که در کانتون وله واقع شده‌است. پالانچ دی لا کرتا ۲٬۹۲۷ متر بالاتر از سطح دریا واقع شده‌است.